# 尹乃鉉
尹 乃鉉（ユン・ネヒョン、1939年 - 2025年6月29日）は、大韓民国の歴史学者。朝鮮古代史を専攻。

## 人物
全羅南道海南郡生まれ。檀国大学史学科卒業、檀国大学大学院修士課程修了、檀国大学大学院博士課程修了。ハーバード大学大学院留学、檀国大学教授、檀国大学博物館長、檀国大学副総長、檀国大学大学院長。
文化体育観光部文化財委員、檀君学会会長、南北歴史学者協議会韓国側団長歴任。
2025年6月29日午後7時に死去。享年86。